# Daia Română (gmina)
Daia Română – gmina w Rumunii, w okręgu Alba. Obejmuje tylko jedną miejscowość Daia Română. W 2011 roku liczyła 2773 mieszkańców.

## Demografia
Skład etniczny według spisu z 2011 roku:
- Rumuni – 2691 (97,05 %)
- Romowie – 7 (0,25 %)
- nieokreślona przynależność – 75 (2,70 %)